# Lycaena argola
Lycaena argola är en fjärilsart som beskrevs av William Chapman Hewitson 1876. Lycaena argola ingår i släktet Lycaena och familjen juvelvingar. Inga underarter finns listade i Catalogue of Life.